# Albert Deborgies
Albert Deborgies (Tourcoing, 6 de julho de 1902 - 6 de junho de 1984) foi um jogador de polo aquático francês, campeão olímpico.
Albert Deborgies fez parte do elenco campeão olímpico de Paris 1924.